# Шпанија на Зимским олимпијским играма 2010.
Шпанији је ово било 18 учешће на Зимским олимпијским играма. У Ванкуверу Шпанију је представљала делегација од 18 спортиста (10 мушкараца и 8 жена), који су учествовали у 7 спортава, 23 дисциплине са укупно 40 такмичења. Делегацију су предводили представник Олимпијског комитета Шпаније и два представника Шпанског савеза за спортове на леду и Краљевског шпанског савеза зимских спортова.
Заставу Шпаније на церемонији отварања носила је каталонска сноубордерка Кералт Кастељет, а на церемонији затварања, нордијска скијашица Лаура Орге Вила.
Међу спортистима најпознатије су биле алпске скијашице Марија Хосе Ријенда и Каролина Руиз Кастиљо. Првој је ово било пето учешће на олимпијским играма, а другој треће.
Највећи фаворит била је сноубордерка Кералт Кастељет, која је то и потврдила трећим местом у квалификацијама и директним пласманом у финале. Нажалост шансу да се бори за медаљу изгубила је када је доживела удес и повредила се на једном од тренинга пре финала у тренутку када је имала трећи најбољи резултат.

## Учесници по спортовима
| Спорт             | Мушкарци | Жене | Укупно |
| ----------------- | -------- | ---- | ------ |
| Алпско скијање    | 2        | 3    | 5      |
| Биатлон           | 0        | 1    | 1      |
| Скелетон          | 1        | 0    | 1      |
| Скијашко трчање   | 3        | 1    | 4      |
| Слободно скијање  | 0        | 1    | 1      |
| Сноуборд          | 3        | 1    | 4      |
| Уметничко клизање | 1        | 1    | 2      |
| Укупно(7)         | 10       | 8    | 18     |

## Алпско скијање

### Жене
| Такмичарка            | Дисциплина      | Резултати     | Резултати     | Резултати     | Резултати     | Резултати           |               |
| Такмичарка            | Дисциплина      | 1. трка       | 2. трка       | Укупно        | Заостатак     | Плас./учес. (укуп.) |               |
| --------------------- | --------------- | ------------- | ------------- | ------------- | ------------- | ------------------- | ------------- |
| Андреа Ђарди          | Слалом          | Није завршила | Није завршила | Није завршила | Није завршила | Није завршила       |               |
| Андреа Ђарди          | Велеслалом      | 1:20,41 (42)  | Није завршила | Није завршила | Није завршила | Није завршила       |               |
| Андреа Ђарди          | Супервелеслалом |               |               | Није завршила | Није завршила | Није завршила       | Није завршила |
| Марија Хосе Ријенда   | Велеслалом      | 1:21,22 (45)  | 1:16,23 (37)  | 2:37,45       | +10,34        | 38 / 60 (86)        |               |
| Каролина Руиз Кастиљо | Спуст           |               |               | 1:47,62       | +3,43         | 15 / 37 (45)        |               |
| Каролина Руиз Кастиљо | Велеслалом      | 1:19,17 (35)  | 1:15,90 (35)  | 2:35,07       | +7,96         | 34 / 60 (86)        |               |
| Каролина Руиз Кастиљо | Супервелеслалом |               |               | 1:23,05       | +2,91         | 18 / 38 (53)        |               |

### Мушкарци
| Такмичар          | Дисциплина       | Резултати    | Резултати    | Резултати    | Резултати    | Резултати           |              |
| Такмичар          | Дисциплина       | 1. трка      | 2. трка      | Укупно       | Заостатак    | Плас./учес. (укуп.) |              |
| ----------------- | ---------------- | ------------ | ------------ | ------------ | ------------ | ------------------- | ------------ |
| Паул де ла Куеста | Спуст            |              |              | 1:59,84      | +5,53        | 51 / 59 (64)        |              |
| Паул де ла Куеста | Велеслалом       | 1:20,06 (35) | 1:23,16 (33) | 2:43,22      | +5,39        | 32 / 81 (103)       |              |
| Паул де ла Куеста | Супервелеслалом  |              |              | 1:34,03      | +3,69        | 35 / 45 (64)        |              |
| Паул де ла Куеста | Суперкомбинација | 1:58,95 (42) | 57,25 (34)   | 2:56,20      | +11,28       | 33 / 34 (52)        |              |
| Феран Тера        | Спуст            |              |              | 1:56,12 (25) | +4,54        | 44 / 59 (64)        |              |
| Феран Тера        | суперкомбинација | 1:56,12 (25) | Није завршио | Није завршио | Није завршио | Није завршио        | Није завршио |
| Феран Тера        | Супервелеслалом  |              |              | 1:34,03      | +3,69        | 27 / 45 (64)        |              |
| Феран Тера        | Велеслалом       | Није завршио | Није завршио | Није завршио | Није завршио | Није завршио        |              |

## Биатлон
| Такмичар                   | Дисциплина  | Резултати | Резултати   | Резултати | Резултати             |
| Такмичар                   | Дисциплина  | Време     | Промашаји   | Заостатак | Пласман/учес. (укуп.) |
| -------------------------- | ----------- | --------- | ----------- | --------- | --------------------- |
| Викторија Падијал Ернандез | Спринт      | 24:55,5   | 2 (1+1)     | +4:59,9   | 87 / 88 (89)          |
| Викторија Падијал Ернандез | Појединачно | 56:41,8   | 8 (1+4+0+3) | +15:49,0  | 86 / 86 (87)          |

## Скелетон
| Такмичар      | Дисциплина | 1 вожња  | 1 вожња | 2 вожња  | 2 вожња | 3 вожња  | 3 вожња | 4 вожња          | 4 вожња          | Укупно  | Пласман |
| Такмичар      | Дисциплина | Резултат | Пласман | Резултат | Пласман | Резултат | Пласман | Резултат         | Пласман          | Укупно  | Пласман |
| ------------- | ---------- | -------- | ------- | -------- | ------- | -------- | ------- | ---------------- | ---------------- | ------- | ------- |
| Андер Мирабељ | Мушкарци   | 54,77    | 25      | 54,59    | 25      | 54,26    | 22      | Није се пласирао | Није се пласирао | 2:43,62 | 24      |

## Скијашко трчање

### Жене
| Такмичарка      | Дисциплина     | Резултат  | Резултат  | Резултат               |
| Такмичарка      | Дисциплина     | Време     | Заостатак | Пласман /учес. (укуп.) |
| --------------- | -------------- | --------- | --------- | ---------------------- |
| Лаура Орге Вила | 10 км слободно | 27:09,4   | +2:11,0   | 38 / 78 (78)           |
| Лаура Орге Вила | 15 км потера   | 42:38,3   | +2:40,2   | 27 / 62 (68)           |
| Лаура Орге Вила | 30 км класично | 1:38:18,3 | +7:44,6   | 37 / 48 (55)           |

### Мушкарци
| Такмичар          | Дисциплина     | Резултат     | Резултат     | Резултат               |
| Такмичар          | Дисциплина     | Време        | Заостатак    | Пласман /учес. (укуп.) |
| ----------------- | -------------- | ------------ | ------------ | ---------------------- |
| Хавијер Гутијерез | 15 км слободно | 37:55,7      | +4:19,4      | 69 / 95 (96)           |
| Хавијер Гутијерез | 50 км класично | Није завршио | Није завршио | Није завршио           |
| Дијего Руиз       | 15 км слободно | 37:31,8      | 37:31,8      | 65 / 95 (96)           |
| Дијего Руиз       | 50 км класично | 2:17:49,8    | +12:14,3     | 44 / 48 (55)           |
| Висенс Вирарубла  | 15 км слободно | 36:22,7      | +2:46,4      | 53 / 95 (96)           |
| Висенс Вирарубла  | 30 км потера   | 1:19:48,2    | +4:36.8      | 31 / 56 (64)           |
| Висенс Вирарубла  | 50 км класично | 2:13:33,8    | +7:58,3      | 40 / 48 (55)           |

## Слободно скијање
| Такмичарка    | Дисциплина | Квалификације | Квалификације | Осмина финала | Четвртфинале      | Полуфинале        | Финале            | Финале            | Финале       |
| Такмичарка    | Дисциплина | Време         | Ранг          | Ранг          | Ранг              | Ранг              | Б финале          | Финале            | Пласман      |
| ------------- | ---------- | ------------- | ------------- | ------------- | ----------------- | ----------------- | ----------------- | ----------------- | ------------ |
| Rocío Delgado | Ски крос   | 1:22,67       | 31 КВ         | 8 гр. 3       | Није се пласирала | Није се пласирала | Није се пласирала | Није се пласирала | 31 / 35 (35) |

## Сноубординг
Халфпајп
| Такмичар/ка     | Дисциплина        | Квалификације | Квалификације | Квалификације | Полуфинале       | Полуфинале       | Полуфинале       | Финале           | Финале           | Финале           | Пласман      |
| Такмичар/ка     | Дисциплина        | 1. вожња      | 2. вожња      | Пласман       | 1. вожња         | 2. вожња         | Пласман          | 1. вожња         | 2. вожња         | Пласман          | Пласман      |
| --------------- | ----------------- | ------------- | ------------- | ------------- | ---------------- | ---------------- | ---------------- | ---------------- | ---------------- | ---------------- | ------------ |
| Кералт Кастељет | Халфпајп жене     | 44,3          | 19,9          | 3 КВФ         | -                | -                | -                | Није завршила    | Није стартовала  | Није стартовала  | 12 /30 (30)  |
| Rubén Verges    | Халфпајп мушкарци | 9,4           | 19,5          | 15            | Није се пласирао | Није се пласирао | Није се пласирао | Није се пласирао | Није се пласирао | Није се пласирао | 31 / 39 (40) |

Сноуборд крос
| Такмичар/ка     | Дисциплина             | Квалификације | Квалификације  | Квалификације  | Полуфинале           | Финале               | Финале               | Пласман/учес. (укуп.) |
| Такмичар/ка     | Дисциплина             | 1. вожња      | 2. вожња       | Пласман        | Пласман              | Финалњ Б             | Финале А             | Пласман/учес. (укуп.) |
| --------------- | ---------------------- | ------------- | -------------- | -------------- | -------------------- | -------------------- | -------------------- | --------------------- |
| Регино Ернандез | Сноуборд крос мушкарци | 1:28,66       | 1:25,90        | 31 КВ          | 4 гр. 8              | Није се квалификовао | Није се квалификовао | 31 /34 (35)           |
| Jordi Font      | Сноуборд крос мушкарци | Није завршио  | Није стартовао | Није стартовао | Није се квалификовао | Није се квалификовао | Није се квалификовао | Није се квалификовао  |

## Уметничко клизање
| Клизач/ица        | Дисциплина | Обавезни састав | Обавезни састав | Кратки програм | Кратки програм | Слободни састав | Слободни састав | Укупно | Укупно       |
| Клизач/ица        | Дисциплина | Оцене           | Пласман         | Оцене          | Пласман        | Оцене           | Пласман         | Оцене  | Пласман      |
| ----------------- | ---------- | --------------- | --------------- | -------------- | -------------- | --------------- | --------------- | ------ | ------------ |
| Сонија Лафуенте   | Жене       |                 |                 | 49,74          | 22             | 83,77           | 21              | 133,51 | 22 / 24 (30) |
| Хавијер Фернандез | Мушкарци   |                 |                 | 68,69          | 16             | 137,99          | 10              | 206,68 | 14 / 24 (30) |

## Статистика
- Укупно учесника: 18 (10 мушкараца, 8 жена)
- Укупно спортова: 7 (23 дисциплине, 40 такмичења)
- Најмлађи учесник: Сонија Лафуенте, 18 година и 79 дана уметничко клизање
- Најстарији учесник: Ђорди Фонт, 34 година и 291 дан Сноубординг
- Освојено медаља: ниједна
- Најуспешнији такмичар: Кералт Кастељет, 12 место у сноубордингу
- Укупни пласман: 26 — 82. места међу земљамоа које нису освајале медаље.